# Daniela Georgieva
Daniela Georgieva (in bulgaro Даниела Георгиева?; Ruse, 29 settembre 1986) è un'ex cestista bulgara.

## Carriera

### Club
Dopo aver svolto tutta la trafila nelle giovanili del Dunav Ruse, esordisce con la stessa formazione in prima squadra nel 2004. Ci resta fino al 2007 quando si trasferisce al Lukoil N. Bourgas con cui vince la Coppa di Bulgaria nel 2008 ed il campionato bulgaro nel 2009, anno in cui lascia il suo paese natale per andare a giocare in Italia con Alghero in cui resta una sola stagione. Nel 2010 passa al Chieti. Dall'estate del 2011 gioca con il Pomezia.

### Nazionale
Con la Bulgaria, dal 2001 al 2005 ha giocato nelle rappresentative giovanili (under 16, under 18 ed under 20), e dal 2005 è entrata a far parte della nazionale maggiore, con la quale nel 2005 e nel 2011 ha affrontato la fase di qualificazione per i Campionati Europei senza però mai raggiungerli.

## Palmarès
- Campionato bulgaro: 1

Lukoil N. Bourgas 2009
- Coppa di Bulgaria: 1

Lukoil N. Bourgas 2008